# Rosegarden
Rosegarden é um programa de computador, do tipo freeware de código livre, de edição de partituras, notação musical e, sequenciador de áudio. Considerado um dos principais programas do ramo.
Disponível para Linux e BSD, sendo nativo da interface gráfica KDE. É utilizado como seqüenciador MIDI e editor de partituras, servindo como alternativa gratuita para softwares como Cubase, Cakewalk, Encore e Finale.
O Rosegarden não tem um seqüenciador MIDI interno, por isso requer um seqüenciador externo, ou um software emulador como o FluidSynth e o TiMidity++, ou um plug-in para gerar áudio em qualquer composição. As versões mais recentes do Rosegarden têm suporte à interface DSSI.
O projeto do Rosegarden foi criado em 1993 na Universidade de Bath. A atual versão é a 10.02, lançada em fevereiro de 2010, após uma grande adaptação do código existente para o uso da mais moderna biblioteca gráfica Qt 4; porém, até março do mesmo ano, muitas das distribuições Linux mais utilizadas, como Debian e Ubuntu, ainda ofereciam em seus repositórios apenas a versão Rosegarden-4 1.7.3, datada de 2009.
A equipe que desenvolve o Rosegarden é composta por Chris Cannam, D. Michael McIntyre, Richard Bown e Guillaume Laurent.

## Sistemas
Há versão disponível para os sistemas Linux e BSD. Sendo considerado um dos editores de partitura mais populares para computador.